# Danna (Mesopotamien)
Danna (irrtümliche Benennung auch als Doppelstunde; als Längenmaß auch Beru) ist die ursprüngliche sumerische Bezeichnung eines Längenmaßes, das von den Babyloniern später auch als Zeiteinheit verwendet wurde. Erstmals ist das Längenmaß Danna um 2400 v. Chr. belegt.

## Hintergrund

### Ursprüngliche Verwendung und weitere Entwicklung des Begriffes
Als Längenmaß wurde der Danna von den Sumerern verwendet und entsprach 6 SAR zu 3600 Ellen a 51,85 cm, entsprechend knapp 11,2 km. Die Tatsache, dass der Danna – mit einer Abweichung von 7 ‰ – wiederum in einem Verhältnis von 1:3600 zum Erdumfang steht, ist bis heute ungeklärt, kann aber als Indiz dafür gewertet werden, dass das Maß von einer Bestimmung der astronomischen Breite abgeleitet wurde.
Als Zeiteinheit wurde der Danna zum ersten Mal von den Babyloniern verwendet. Sie ersetzten das Längenmaß Danna durch den Beru, der etwa 10,5 km entsprach. Fortan war 1 Danna die Zeit, in der 1 Beru zurückgelegt werden konnte, und wurde so definiert, dass sich 1 Tag in 12 Danna teilte (äquale Stunden), die je 60 Danna-Minuten dauerten. 1 babylonischer Danna entsprach daher 2 Stunden nach heutiger Zeitmessung.
Nach römischer Messung entsprach ein Beru etwa sieben Meilen zu 7000 Doppelschritten und maß etwa 10,8 km. Wegen dieser Analogie wurde der Danna auch Zeitmeile genannt. Im ersten Jahrtausend v. Chr. erfolgte die Erweiterung der Zeitmeile als astronomische Zeiteinheit für die Umdrehungen des Himmels.
Der in der modernen Literatur verwendete Begriff als Doppelstunde ist irreführend, da das heute gültige Stundenmaß von 60 Minuten als Maßstab für die Bezeichnung benutzt wird. Antike Historiker kannten die Bezeichnung Doppelstunde nicht und verwendeten daher zum Beispiel den Ausdruck Stadia, der etwa 148,5 m als Distanz hatte. 70 Stadia entsprachen sieben Meilen.

### Änderung der Wertigkeit
In hellenistischer Zeit wurde das Danna mit Einführung der temporalen Stunden halbiert und die Anzahl der Tagesstunden von zwölf auf 24 erhöht. Die Umstellung basierte auf den altägyptischen Vorläufern der 24 saisonal-äqualen Stunden. Eine 24-Teilung des Tages konnte bis in die Gegenwart inschriftlich auf babylonischen Tafeln nicht nachgewiesen werden, weshalb die Babylonier nicht als Urheber der 24-Stunden-Tagesteilung herangezogen werden können.